# Albert Schweitzer
Albert Schweitzer (n. 14 ianuarie 1875, Kaysersberg, Alsacia - d. 4 septembrie 1965, Lambaréné, Gabon) a fost un medic misionar, teolog protestant, muzician și filozof german.
În 1952 a primit Premiul Nobel pentru Pace pentru eforturile sale în numele „frăției națiunilor”

## Biografie

### Tinerețea
Albert Schweitzer s-a născut într-o familie înstărită, în Kaysersberg, Alsacia (care pe atunci aparținea Imperiului German).
Își petrece copilăria în orașul învecinat Gunsbach, unde primește o educație aleasă.
În 1893 a obținut diploma de Abitur (bacalaureat) la încheierea studiilor medii la Mulhouse.

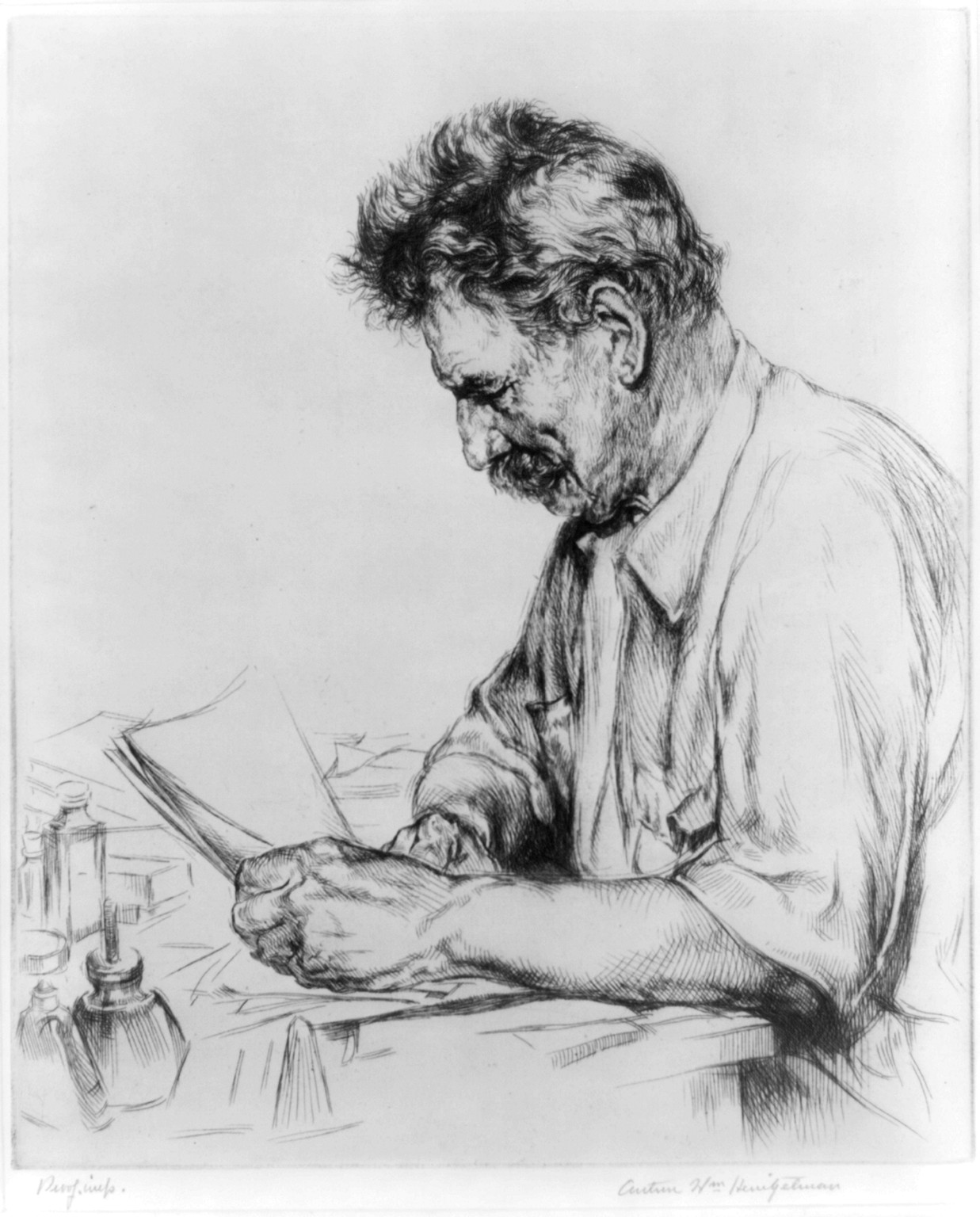
Albert Schweitzer (desen de W. Heintzelmann)

În 1894 își satisface serviciul militar.

### Teolog
Biserica din Gunsbach, unde Schweitzer a copilărit, era biserică simultană, folosită în comun de protestanți și catolici.
Acest compromis a fost realizat în urma Războiului de Treizeci de Ani.
Schweitzer a crescut în acest mediu de toleranță religioasă și astfel ajunge la concluzia că adevăratul creștinism trebuie să ducă la unitate, nu la dezbinare.
În 1893 Schweitzer a început să studieze teologia la Universitatea din Strasbourg.
În 1899 Schweitzer devine preot la biserica St. Nicholas din Strasbourg, iar în anul următor profesor la colegiul teologic St. Thomas din același oraș.
În 1906 publică lucrarea Istoria cercetării vieții lui Isus ("Geschichte der Leben-Jesu-Forschung"), o carte care în curând îl va face faimos.
Schweitzer atrage atenția asupra temei privind reîntoarcerea lui Hristos și sfârșitul lumii, susținând că aceasta a fost uitată sau ignorată de creștinii contemporani.
Alte lucrări cu tematică teologică: Studiul psihiatric al lui Isus (1913, în care apără sănătatea mintală a lui Isus din Nazaret), Apostolul Pavel și interpreții săi, Misticismul apostolului Pavel (1930).
A doua căutare a lui Isus cel istoric nu s-a încheiat până ce Schweitzer a publicat Von Reimarus zu Wrede tradus în limba engleză drept The Quest of the Historical Jesus în 1910 (Căutarea lui Isus cel istoric). În ea, Schweitzer a criticat cu dispreț multe cărți scrise despre viața lui Isus spre sfârșitul secolului al XIX-lea, calificându-le ca redând mai mult viețile autorilor lor decât viața lui Isus.:587 Schweitzer a revoluționat cercetarea Noului Testament la trecerea dintre secole prin a dovedi celor mai mulți cercetători că învățăturile și acțiunile lui Isus fuseseră determinate de viziunea lui eshatologică; Schweitzer prin asta terminând căutarea lui Isus cel apocaliptic.:2–4:173 Schweitzer a conchis că orice ulterioară căutare a lui Isus cel istoric este lipsită de sens.:10
Pe 11 aprilie 1908 lui Schweitzer îi revine onoarea de a oficia, ca preot, nunta la Theodor Heuss, ulterior președinte al Germaniei.

### Muzician
Devine pasionat de muzică încă din copilărie.
Ambii săi bunici au fost muzicieni, iar tatăl, preot luteran, de asemenea l-a inițiat în această artă.
În perioada 1885 - 1893, studiază orga cu Eugène Munch, organist al Templului Protestant, care îi inspiră lui Schweitzer admirația pentru compozitorul german Richard Wagner.
În 1893, cântă la orgă în fața marelui organist francez Charles-Marie Widor (pentru care muzica lui Bach are ceva mistic și etern) la catedrala Saint-Sulpice din Paris.
Widor, impresionat, decide să-i acorde, fără plată, lecții de muzică tânărului Albert Schweitzer și astfel între ei începe o puternică relație de prietenie.
Schweitzer devine celebru nu numai prin interpretarea și înțelegerea muzicii (îl uimește pe Widor în ceea ce privește muzica religioasă a lui Bach, pentru care avea o admirație deosebită), ci și prin specializarea în domeniul restaurării și reparării orgilor.
La Universitatea din Strasbourg studiază și pianul sub îndrumarea profesorului Gustav Jacobsthal, de asemenea un admirator al lui Bach.
În 1905, Widor, Schweitzer și alți patru muzicieni fondează Paris Bach Society, o formație corală dedicată interpretării muzicii lui Bach.
Instrumentul lui Schweitzer era orga, rol pe care și-l asumă până în 1913.
Albert Schweitzer mai participă ca organist și la alte concerte și formații, cum ar fi Orféo Català

### Filozof
În 1898, scrie la Paris dizertația Filozofia religioasă a lui Kant.
Un an mai târziu își doctoratul în filozofie publicând această lucrare la Universitatea din Tübingen.

### Medic
La 30 de ani, în 1905, răspunde solicitării unei asociații evanghelice pariziene care solicita un post de medic.
Dar convingerile sale doctrinare îi cereau mai mult.
Spre surprinderea prietenilor și a rudelor, renunță la acest post și se înscrie din nou la Universitate cu intenția de a obține doctoratul și în medicină.
La vârsta de doar 38 de ani, Schweitzer își luase deja doctoratul în trei discipline - filozofie, teologie, medicină și deținea și titlul de profesor.

### Voluntariat
Schweitzer își propusese să se dedice misionariatului și acțiunilor caritabile, nu numai răspândind cuvântul Evangheliei ci și prin acțiuni de tămăduire sufletească  și trupească.
Convingerile sale umaniste i-au purtat pașii în jungla gaboneză, unde a înființat spitalul din Lambaréné, devenit celebru.
Astfel, în primăvara anului 1913, se deplasează cu soția sa în acea regiune greu accesibilă și își începe activitatea.
În primele nouă luni, amândoi examinează peste 2.000 de pacienți, fiind nevoit să se deplaseze uneori și sute de kilometri pentru a acoperi toate zonele.
Se confruntă cu o gamă largă de boli (tulburări cardiace, dizenterie, malarie, ulcerații, necroze și multe alte boli cu specific tropical), dar și cu probleme care îl puteau pune în pericol, ca: fetișismul, canibalismul (aceasta din urmă mai ales în cadrul grupului etnic Mbahouin).
Când, în 1914, izbucnește Primul Război Mondial, cei doi, ca cetățeni germani aflați într-o colonie franceză, își continuă activitatea, dar sub controlul trupelor franceze.
În 1917, epuizați după peste patru ani de muncă asiduă, dar și datorită anemiei tropicale, cei doi sunt internați la Garaison, apoi în martie 1918 ajung la Saint-Rémy-de-Provence.
În iulie 1918, după ce este transferat, trecând prin Elveția, în patria sa natală, Alsacia, devine din nou cetățean liber.
Deși era nativ german, preia cetățenia părinților și devine francez.
Lucrează o perioadă ca asistent medical și ca pastor în Strasbourg, perioadă în care se ocupă de Filozofia civilizației, lucrarea pe care intenționase să o realizeze încă dinainte de 1900.
Prin 1920, revenindu-și din punct de vedere al sănătății, Schweitzer dă concerte de orgă și colectează fonduri pentru reîntoarcerea în Gabon.
În 1922, ține cursurile Dale Memorial Lectures la Universitatea Oxford, iar anii următori apar primul și al doilea volum din marile sale opere: Decăderea și restaurația civilizației și Civilizație și etică.
În 1924 se reîntoarce, împreună cu mai multe alte cadre medicale, în locul soției avându-l ca asistent pe Noel Gillespie, pregătit la Oxford.
Spitalul, aflat în decădere, este refăcut, sunt introduse noi medicamente recent descoperite și se efectuează experimente privind agenții patogeni ai bolilor tropicale.
În 1927 Schweitzer se întoarce în Europa, spitalul funcționând în continuare.
Este din nou prezent în Africa în perioada 1929 - 1932 și dobândește tot mai multă notorietate și autoritate medicală, nu numai în Europa, ci și în întreaga lume.
Deși activitatea sa de medic misionar pe pe continentul african a cuprins mai multe decenii, Albert Schweitzer declara cu modestie:
"Privită din afară, viața mea pare destul de aventuroasă, dar ea e cât se poate de simplă."

Acesta este de altfel și titlul peliculei biografice care rulează în prezent cu succes în cinematografele germane: "Albert Schweitzer. O viață pentru Africa."

## Critici și controverse

### Atitudini
Schweitzer consideră lucrarea sa de misionariat medical în continentul african ca fiind un răspuns la apelul adresat de Isus apostolilor de a fi pescuitori de oameni, dar și ca o reparație pentru daunele comise de colonialismul european.
"Cine poate descrie nedreptatea și cuzimile pe care de-a lungul secolelor oamenii de culoare le-au suferit din partea europenilor? Dacă s-ar putea scrie o relatare cu tot ceea ce s-a întâmplat între rasa albă și cea de culoare, s-ar ajunge la o carte cu nenumărate pagini pe care cititorul ar face mai bine să o închidă căci conținutul ar fi mult prea oribil"
Schweitzer critică colonialismul în termeni duri.
Astfel, într-o predică ținută cu ceva timp înainte de a lua hotărârea de a-și petrece restul vieții în Africa, precizează:
Cultura noastră împarte lumea în două categorii: oamenii civilizați, titlu pretins de cei care fac clasificarea și ceilalți, care au numai aspect uman, dar care sunt pe cale de a pieri de câtă grijă au de ei oamenii așa-ziși civilizați.
Oh, cât de "nobilă" este cultura noastră! Vorbește atât de frumos despre demnitatea umană și drepturile omului, dar disprețuiește demnitatea și drepturile acestor milioane de oameni călcându-i în picioare și asta numai deoarece ei locuiesc dincolo de mare, au pielea de altă culoare și sunt neajutorați....
Nu mai menționez crimele care au fost înfăptuite sub pretextul aplicării legii. Locuitori ai propriilor teritorii, au fost jefuiți, aduși la sclavie...
Dacă toată această oprimare și tot acest păcat și toată această rușine s-a comis în fața zeului german, american sau britanic și dacă toate aceste state nu se simt obligate să lase deoparte pretenția de a fi "creștine", atunci numele lui Isus ajunge sub semnul blasfemiei și al batjocurei. ...

## Atitudini critice
Adesea Schweitzer a fost acuzat de a fi paternalist sau chiar colonialist în raport cu populația africană.
Vederile sale politice difereau de cele ale liberalilor anilor 60'.
Astfel el considera că independența Gabonului ar fi venit prea devreme, fără o educație corespunzătoare a populației și o acomodare cu noua situație politică.
Jurnalistul american John Gunther, care a vizitat Lambaréné în anii 50', susține că Schweitzer a atras prea puțini localnici în diversele specialități medicale ce implicau calificare.